# Jam El Mar
Jam El Mar is de artiestennaam van Rolf Ellmer (geboren op 3 december 1960), een klassiek getrainde concertgitarist, die is uitgegroeid tot een van de meest bekende dance- en trance-muziekproducenten in Duitsland.
Jam El Mar werd vooral bekend als lid van het duo Jam & Spoon, dat hij vormde sinds 1991 samen met de in januari 2006 overleden Mark Spoon (echte naam: Markus Löffel). Samen met Spoon bracht Jam El Mar ook nummers uit onder groepsnamen als Tokyo Ghetto Pussy en Storm.
Begin jaren 1990, voor de doorbraak van Jam & Spoon, was Jam El Mar lid van de formatie Dance 2 Trance, samen met DJ Dag (echte naam: Dag Lerner). Het nummer wat zij produceerden genaamd "Power of American Natives" was eind 1992, begin 1993 een grote internationale dance-hit. Ellmer is tevens de producer achter B.G. the Prince of Rap, een Duits-Amerikaanse rapper die in 1994 een hit scoorde met The Colour Of My Dreams. 
Jam El Mar heeft onder verschillende namen solowerk uitgebracht, net als enkele remixes voor andere artiesten. Na het plotselinge overlijden van Mark Spoon, heeft Jam El Mar onder zijn eigen artiestennaam enkele remixes verzorgd. Hij werkte ook aan tracks voor Steve Hillage op zijn album Phoenix (2007). Ook brengt hij als Jam El Mar weer trancenummers uit. Vanaf 2016 werd hij weer actiever als producer en sinds 2019 brengt hij singles uit op zijn eigen label Jam El Mar REC. Opvallend is zijn samenwerking met Paul Oakenfold op het nummer Lost In The Moment (2018). In 2020 maakte hij de donkere track Bowser, met een artwork dat een knipoog is naar Bowser, de antagonist uit de Super Mario Bros-games. 
In 2022 was Ellmer te gast op het album Indigo van York waarop hij meewerkt aan het nummer Spacilicious. 